# Václav Špaček ze Starburgu
Václav Špaček ze Starburgu, německy Wenzel Spaczek von Starburg (5. března 1840, Soběslav – 3. března 1912 Praha) byl český podnikatel v poštovnictví, velkostatkář, majitel hradu Kokořín a mecenáš.

## Život
Narodil se v rodině soukeníka Václava Špačka a jeho manželky Anny, rozené Paletové. Vystudoval gymnázium v Jindřichově Hradci a práva v Praze.
Václav Špaček vlastnil v Praze velké stáje s koňmi, které pronajímal c. k. poštovní službě. Jeho dům stával v Klimentské ulici, stáje v Samcově ulici (oboje zbouráno 1993). Bohatství, které získal poštovním podnikáním, využil ke koupi velkostatků Xaverov a Kokořín. Hrad Kokořín, který koupil v roce 1894 jako ruinu, rekonstruoval on a potomci v letech 1911-1918.

### Filantropie
Václav Špaček byl významným filantropem – v obci pod hradem nechal postavit školu. Od pozůstalých po malíři Václavu Brožíkovi koupil jeho sbírku obrazů a daroval ji městu Praze. Pouze plátno Mistr Jan Hus před koncilem kostnickým nechal vystavit na Kokoříně.

### Rodina a další osudy majetku
Václav Špaček byl dvakrát ženat. Poprvé se oženil 5. července 1865 s Růženou Hůlovou (1844–1901). Poté, co ovdověl, oženil se 9. června 1902 v Karlíně se Zdenkou Charvátovou (1876–??). Z prvního manželství měl dva syny, Václava Alfonse a Jana, a dceru Boženu.
Majetky v Kokoříně zdědil jeho mladší syn Jan (1877–1945). Přestavbou hradu Kokořín se však zadlužil, a tak r. 1932 prodal místní velkostatek. Za komunistického režimu roku 1950 rodina o hrad přišla, v roce 2006 byl však Janovým potomkům vrácen.
Xaverovský velkostatek zdědili Václavovi vnukové – Václav Jan Maria a Jiří (synové předčasně zemřelého staršího syna Václava Alfonse (1867–1905). Koncem 30. let zde založili chov sportovních koní. Po roce 1948 byl velkostatek zkonfiskován.

## Ocenění zásluh
Václav Špaček obdržel titul císařský rada, byl držitel zlatého Záslužného kříže s korunou. U příležitosti šedesátiletého panovnického jubilea císaře Františka Josefa I. získal 30. listopadu 1908 šlechtický titul, a stal se tak zakladatelem velmi mladého rodu Špačků ze Starburgu (Špačkova hradu).